# Alberto Rojas Jiménez
Alberto Rojas Jiménez (Valparaíso, 21 de julio de 1900-Santiago, 25 de mayo de 1934) fue un poeta, periodista, dibujante y cronista chileno.

## Biografía
Hijo de Alberto Rojas Guajardo y Elena Jiménez Labarca. Sus estudios básicos los realizó en el Internado Nacional Barros Arana y posteriormente continuó en la Escuela de Arquitectura y Bellas Artes de la Universidad de Chile.
Colaboró como cronista en la revista Zig-Zag con el seudónimo de Pierre Lhéry, y en los diarios La Nación y El Correo de Valdivia. Fue integrante de la Generación Literaria de 1920 junto a Pablo Neruda y Rubén Azócar.
En 1921 publicó con el poeta Martín Bunster el “Primer Manifiesto Agú” en la revista Claridad, considerado unos de los primeros hitos de la vanguardia poética chilena.
En 1922, en Valparaíso, salió a la circulación el volante Antena, conocido también como "Hoja vanguardista Nº 1", o Rosa Náutica, firmado entre otros por los poetas: Alberto Rojas Jiménez, Martín Bunster, Neftalí Agrella, Julio Walton y Rafael Yépez
Fue un dibujante destacado influido por Marc Chagall, Asimismo se desempeñó como director del periódico Claridad y fue articulista de la Revista Atenea donde plasmó sus percepciones sobre la vanguardia de comienzos del siglo XX.
Viajó a París en 1923 acompañado del pintor Abelardo Bustamante Paschin. Ahí, en esa estancia y en conjunto con el poeta Manuel Magallanes Moure hicieron: de caricaturistas en Montparnasse.
En su libro Chilenos en París publicado en abril de 1930, su única obra editada en vida, relata, en una serie de crónicas, la vida personajes chilenos célebres, tales como: Vicente Huidobro, Julio Ortiz de Zárate, Óscar Fabres, Abelardo Bustamante Paschín, Rafael Silva.
Murió a los 34 años, a causa de una bronconeumonía, al tener que dejar su abrigo como prenda en un restaurante.
Neruda, después de su muerte, lo inmortalizó en el poema "Alberto Rojas Jiménez viene volando".

## Obras
- Chilenos en París. Crónicas. 1938.[9]
- Carta – Océano. Poesía. Publicación póstuma.[9]